# Rio Pajeú
O rio Pajeú é um curso de água que banha o estado de Pernambuco, no Brasil. É o rio com a maior bacia hidrográfica do estado.

## Topônimo
"Pajeú" deriva do tupi antigo e significa "rio dos pajés", por meio da composição de paîé (pajé) e 'y (rio).

## Descrição
Segundo o Instituto Brasileiro de Geografia e Estatística, o rio nasce na serra da Balança, no município de Brejinho, próximo à divisa entre os estados da Paraíba e Pernambuco. O Riacho do Navio — famoso em virtude da canção de Luiz Gonzaga e retratado no livro Caminhos do Pajeú, do escritor Luís Cristóvão dos Santos — é um de seus afluentes. Nas margens do rio Pajeú, encontramos as cidades de Itapetim, Tuparetama, São José do Egito, Ingazeira, Afogados da Ingazeira, Carnaíba, Flores, Calumbi, Serra Talhada, Floresta e Itacuruba, todas no estado de Pernambuco. Nesta última cidade, o rio se encontra com o rio São Francisco, do qual é afluente.
É um rio sazonal que abastece 28 municípios.

## Poluição
Outrora de águas límpidas, hoje o rio se encontra extremamente poluído em virtude do despejo de esgoto doméstico ao longo de todo o seu trajeto.